# محمد إبراهيم محروس
محمد إبراهيم محروس هو كاتب مسرحي وروائي مصري وُلد في العشرين من ديسمبر عام 1973 بمحافظة الإسماعيلية، تخصّص في أدب الرعب والفانتازيا، ونشرت أعماله في العديد من الصحف المصرية مثل: جريدة الأخبار، وصحيفة أخبار الأدب، وجريدة الأهرام، وجريدة المساء، وصحيفة افاق عربية، وصحيفة الخط الساخن، وجريدة المواجهة، ومجلة شاشتي، وجريدة الدستور، وجريدة روز اليوسف، وجريدة السفير العربي، وجريدة المستقبل اللبنانية، وصحيفة الشرق القطرية.

## أعماله ومؤلفاته
ألف محمد إبراهيم محروس العديد من المؤلفات التي تنوعت ما بين الروايات الطويلة، والنصوص المسرحية، والقصص القصيرة، ومنها:
- ملك الظلام (رواية): صدرت عام 2009.[1]
- ليل أغسطس (رواية): صدرت عام 2010 من إصدارات التكية للنشر والتوزيع بالقاهرة.[2]
- شوارع سالم (رواية): صدرت عام 2011 عن دار رواية للنشر والتوزيع بالقاهرة.[3]
- الرحايا (مسرحية): صدرت عام 2012.
- ترنيمة الوجع الأخير (مسرحية): صدرت عام 2012.
- رواية عزيز (رواية): صدرت عام 2012 عن دار الكتب للنشر بالقاهرة.[4]
- لن أكمل القصيدة (مجموعة قصصية): صدرت عام 2013.
- الشيطانى (رواية): صدرت عام 2014 عن دار الكتب للنشر والتوزيع بالقاهرة.[5]
- الأخير (رواية): صدرت عام 2014 عن دار نون للنشر والتوزيع بالقاهرة.[6]
- سيفن (رواية): صدرت عام 2015 عن دار أطلس للنشر والتوزيع بالقاهرة.[7]
- حفلة 12 (رواية): صدرت عام 2015 عن دار الكتب للنشر والتوزيع بالقاهرة.[8]
- مرايا الشيطان (رواية): صدرت عام 2016 عن دار أطلس للنشر والتوزيع بالقاهرة.[9]
- الحاصد (رواية): صدرت عام 2016 عن دار الحلم للنشر و التوزيع بالقاهرة.[10]
- صائد الموتى: صدرت عام 2018 عن دار دون للنشر والتوزيع بالقاهرة.[11]
- تذكرة جهنم (رواية): صدرت عام 2020 عن دار الكتب للنشر والتوزيع بالقاهرة.[12]
- القاتل الاخير (رواية): صدرت عام 2020 عن دار دون للنشر والتوزيع بالقاهرة.[13]

## الجوائز
حظي الكاتب محمد إبراهيم محروس بتكريم العديد من الجهات في مصر والعالم العربي، كما حصل على العديد من الجوائز الأدبية، ومن أهمها:
- جائزة لجنة التحكيم حسام قطري
- جائزة طبيب المستقبل عن رواية «أحلام نارية».
- جائزة أفضل كتاب جديد في السوق عن رواية «شوارع سالم».
- جائزة نادي أقليم القناة وسيناء الثقافي في القصة والرواية.
- جائزة البي بي سي عن قصة «اتوبيس 6».